# Blutwunder von Walldürn

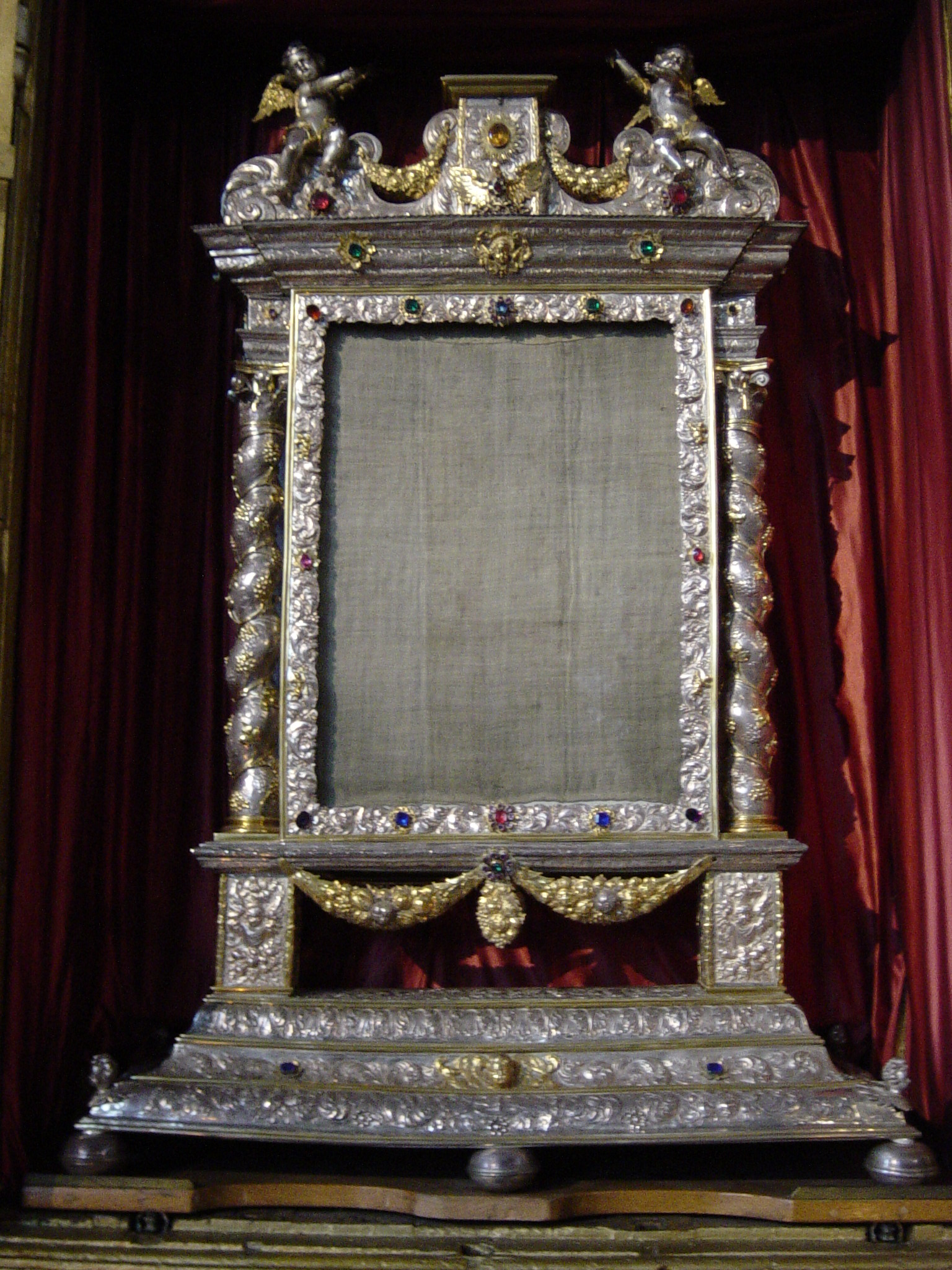
Schrein mit dem Korporale im Blutaltar

Das Blutwunder von Walldürn gab den Ursprung der Wallfahrt zum heiligen Blut nach Walldürn in Baden-Württemberg. In der dortigen  Wallfahrtsbasilika St. Georg wird ein Korporale, ein Leinentuch zur Abdeckung des Kelchs, aus dem Jahr 1330 mit dem Bild des Gekreuzigten verehrt.

## Ursprung

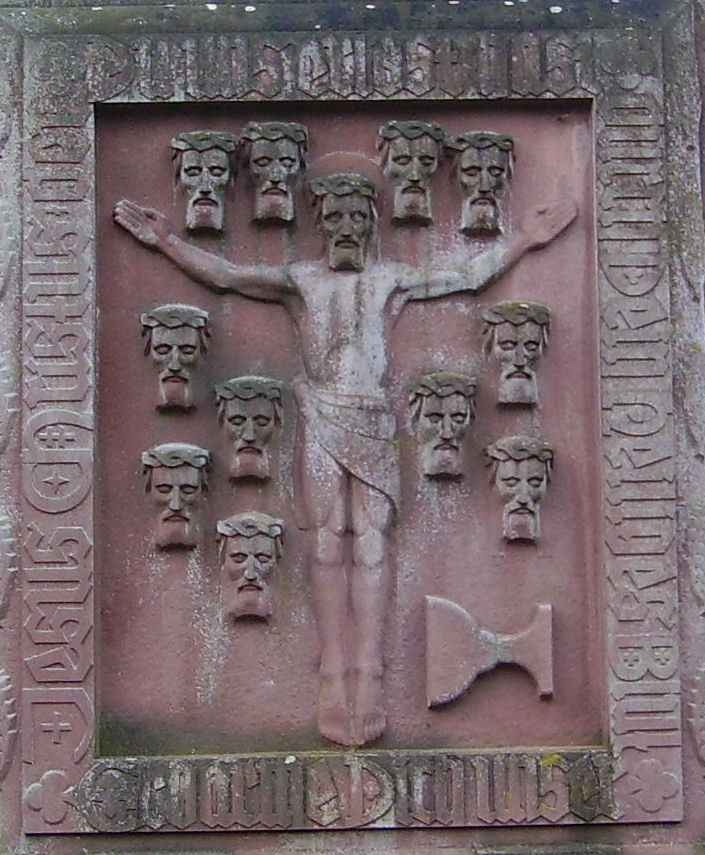
Gedenkstein

1589 berichtet der Walldürner Pfarrer Hoffius von einer folgenreichen Begebenheit aus dem Jahre 1330: Bei einer Eucharistiefeier stieß der Walldürner Priester Heinrich Otto nach der Wandlung aus Unachtsamkeit den bereits konsekrierten Kelch um. Das vergossene Blut Christi in Weingestalt zeichnete daraufhin auf dem Korporale das Bild des Gekreuzigten und elf einzelne Häupter Christi mit Dornenkrone, wie sie das Schweißtuch der Veronika zeigt. Der erschrockene Priester versteckte das Korporale aus Angst hinter einem Stein des Altars. 50 Jahre später erleichterte er auf dem Sterbebett sein Gewissen und nannte das Versteck des Tuches. Das Leinentuch wurde an der genannten Stelle gefunden, das Wunder (Blutbild) wurde allgemein bekannt, und es begann eine große Verehrung des Tuches.

## Entwicklung der Wallfahrt
1408 bestätigte der damals zuständige Bischof von Würzburg Johann I. von Egloffstein die entstandene Wallfahrt. 1445 wurde das Tuch – mit den damals noch sichtbaren Figuren – zu Papst Eugen IV. gebracht, der für die Reparatur der baufällig gewordenen Kirche eine Ablassgewährung erteilte und so die Wallfahrt förderte. Der Ablass konnte am achten Tag (Oktav) nach Fronleichnam gewonnen werden. Dieser erste offizielle Wallfahrtstag in Walldürn ist bis heute als Großer Blutfeiertag erhalten und wird mit einer Prozession gefeiert, die größer als die Fronleichnamsprozession ist. 1456 fanden die ersten großen Wallfahrten statt. 1497 gab es in der Kirche fünf Altäre, damit am einzigen Wallfahrtstag des Jahres ausreichend ortsfremde Priester die Heilige Messe feiern konnten. 1521 und 1530 wütete in der Umgebung die Pest. 1525 wurde die Kirche im Zuge der Bauernkriege von Aufständischen geplündert. Von der Reformation bis zum Konzil von Trient (1563) und der Gegenreformation war der Pilgerstrom gering. Durch die vom Konzil beschlossene Residenzpflicht mussten Pfarrer am Ort der Kirche wohnen, was neues religiöses Leben förderte und der Begeisterung für Wallfahrten zutrug. Der Pfarrer Jost Hoffius begründete zwischen 1580 und 1628 die Tradition der heutigen Wallfahrt und veröffentlichte 1589 in Würzburg auch die erste Schrift über Ursprung und Entwicklung der Walldürner Wallfahrt. Papst Urban VIII. würdigte die Walldürner Wallfahrt 1624 mit einem vollkommenen Ablass. Ab 1628 gab es drei Wallfahrttage. Eine wirtschaftliche Blüte erlebte Walldürn im 18. Jahrhundert mit der mittlerweile 14-tägigen Wallfahrt. Von 1805 bis 1853 war die Wallfahrt (offiziell) verboten. Im Jahr 1887 erschloss die Eisenbahn den Wallfahrtsort und hob den Zustrom von Pilgern. Von 1938 bis 2007 wurde die Kirche von Augustinern betreut, danach von Minoriten.

## Hauptwallfahrtszeiten und Fußwallfahrten
Zur vierwöchigen Hauptwallfahrtszeit, die zu Trinitatis, dem Fest der Heiligsten Dreifaltigkeit, beginnt (etwa Mai bis Mitte Juni), erscheinen jedes Jahr etwa 100.000 Pilger. Besondere Wallfahrtstage sind der Wallfahrtstag für Erstkommunionkinder, der Motorradfahrer-, der Radfahrer- und der Jugendwallfahrtstag.
Es gibt auch mehrere Fußwallfahrten nach Walldürn. So wallen seit 1610 Pilger aus Würzburg bzw. Heidingsfeld jährlich nach Walldürn. Eine weitere zieht ferner seit beinahe 400 Jahren von Köln-Porz durch den Westerwald, den Taunus und das Maintal nach Walldürn. Eine weitere zieht seit etwa 1650 aus Fulda nach Walldürn. Entstanden ist diese Wallfahrt aus einem alten Pestgelübde im thüringischen Eichsfeld. In Fulda schlossen sich bald weitere Wallfahrer der Prozession an. Nach einer 1682/1683 erneut stattgefundenen Pest-Epidemie in den Dörfern und Städten des Eichsfelds gelobten auch Bewohner von Küllstedt und diesen folgend 22 weitere Ortschaften eine ab 1720 gemeinsam mit den Fuldaern Wallleuten veranstaltete Bittwallfahrt nach Walldürn. Durch die Deutsche Teilung konnten viele Wallfahrer nicht mehr an der Wallfahrt teilnehmen. Die Fuldaer Pilger erhielten die Tradition aufrecht. Im Jahr 1979 begann der Baunataler Pfarrer Rudolf Atzert mit neun Pilgern eine Wallfahrt von Baunatal, die sich in Fulda mit der Eichsfelder Wallfahrt vereinigt. Heute pilgern Wallfahrer aus Baunatal, dem Eichsfeld und Fulda gemeinsam. Jahr für Jahr nehmen über tausend Pilger an dieser Wallfahrt teil.

## Blutaltar

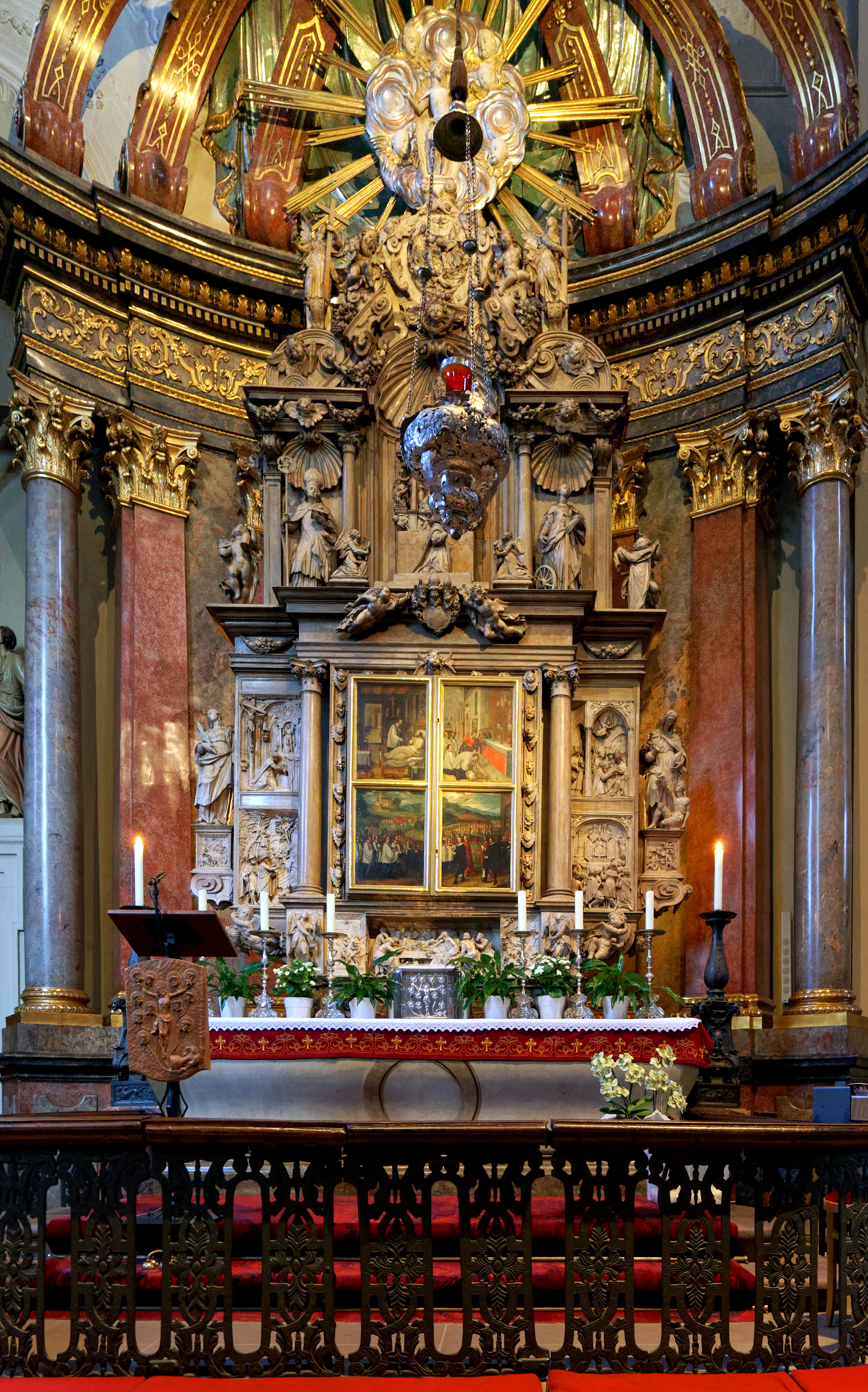
Retabel des Blutaltars

Seit der Vergrößerung der Kirche 1497 steht der sogenannte Blutaltar mit dem Wunderkorporale, dem Ziel der Wallfahrer und Zentrum der Ablassfeier, im Nordturm des 1962 zur päpstlichen Basilica minor erhobenen Kirchenbaus. 1626 wurde das Retabel (Altaraufbau) vom ortsansässigen Künstler Zacharias Juncker aus Alabaster und Sandstein gefertigt. Das Tuch wird in einem silbernen Schrein von 1683 aufbewahrt, der 1726/30 von dem Stuckateur Georg Hennicke eine hochbarocke Einfassung erhielt. Hennicke hat weitere Stuckarbeiten in der Kirche vorgenommen und auf eigene Kosten den Franziskusaltar der Kirche gestiftet. Die Außenflügel des Blutschreingehäuses stammen aus dem 17. Jahrhundert. 1956 wurde eine Treppe hinter den Altar gelegt, um den Gläubigen das Berühren des Korporale zu erleichtern, das allerdings hinter Sicherheitsglas geschützt ist. Im Chor und den Seitenkapellen stellen sechs große Wandgemälde die Geschichte der Auffindung des Tuches dar.

## Darstellungen des Blutwunders an Wallfahrtswegen

Blutwunderdarstellungen an Wallfahrtswegen (Auswahl)
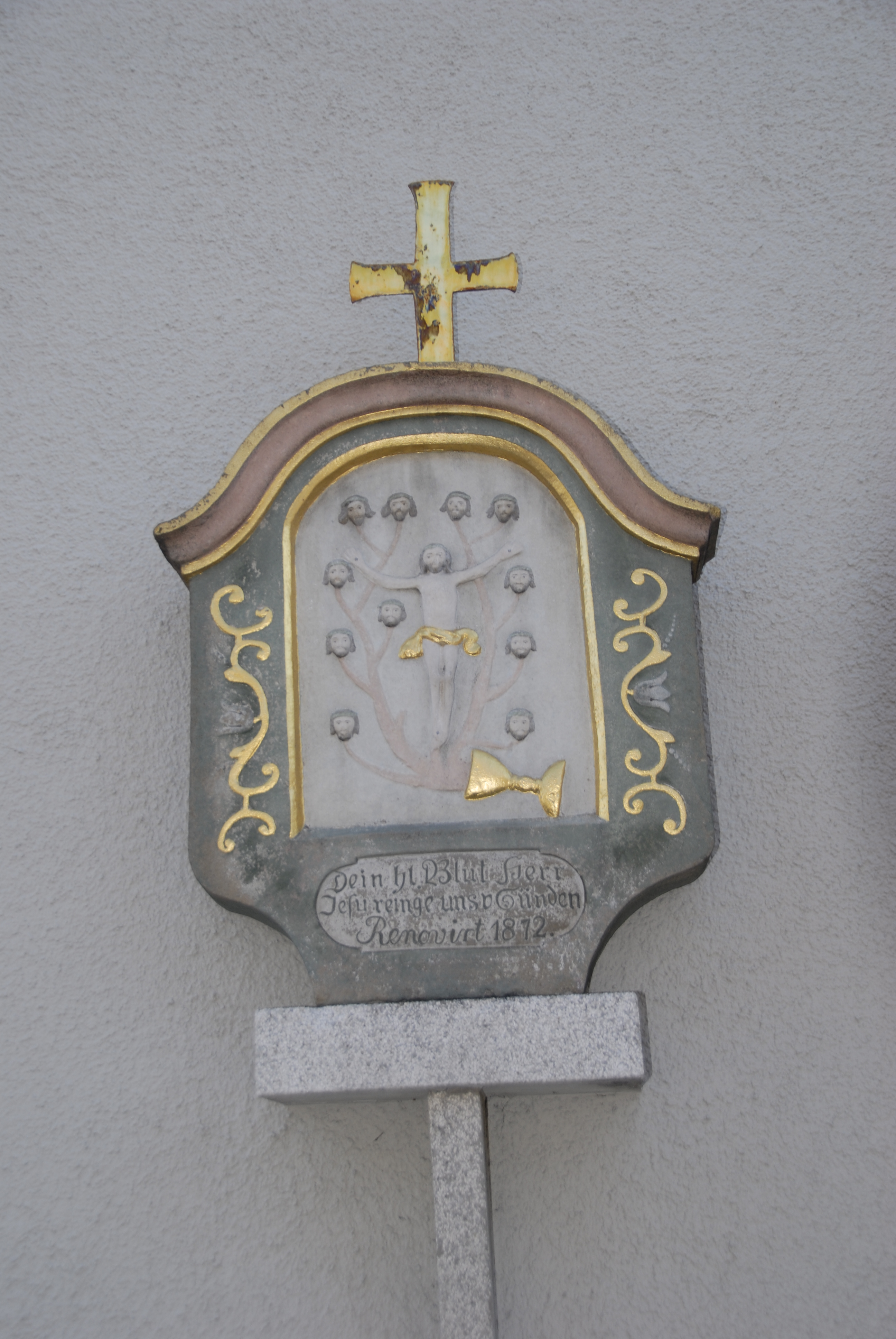
Assamstadt: Heilig-Blut-Bildstock
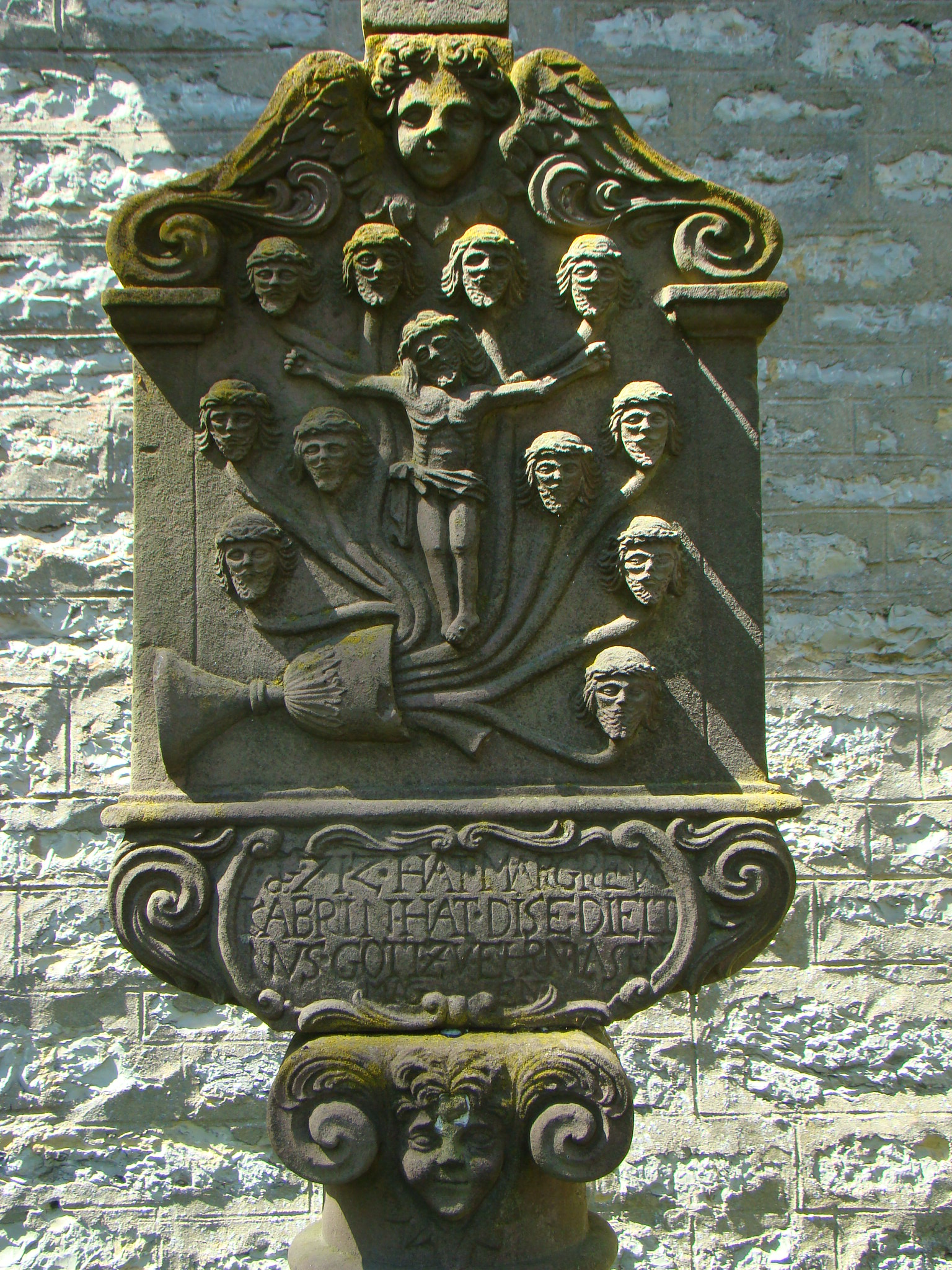
Ballenberg: Heilig-Blut-Bildstock
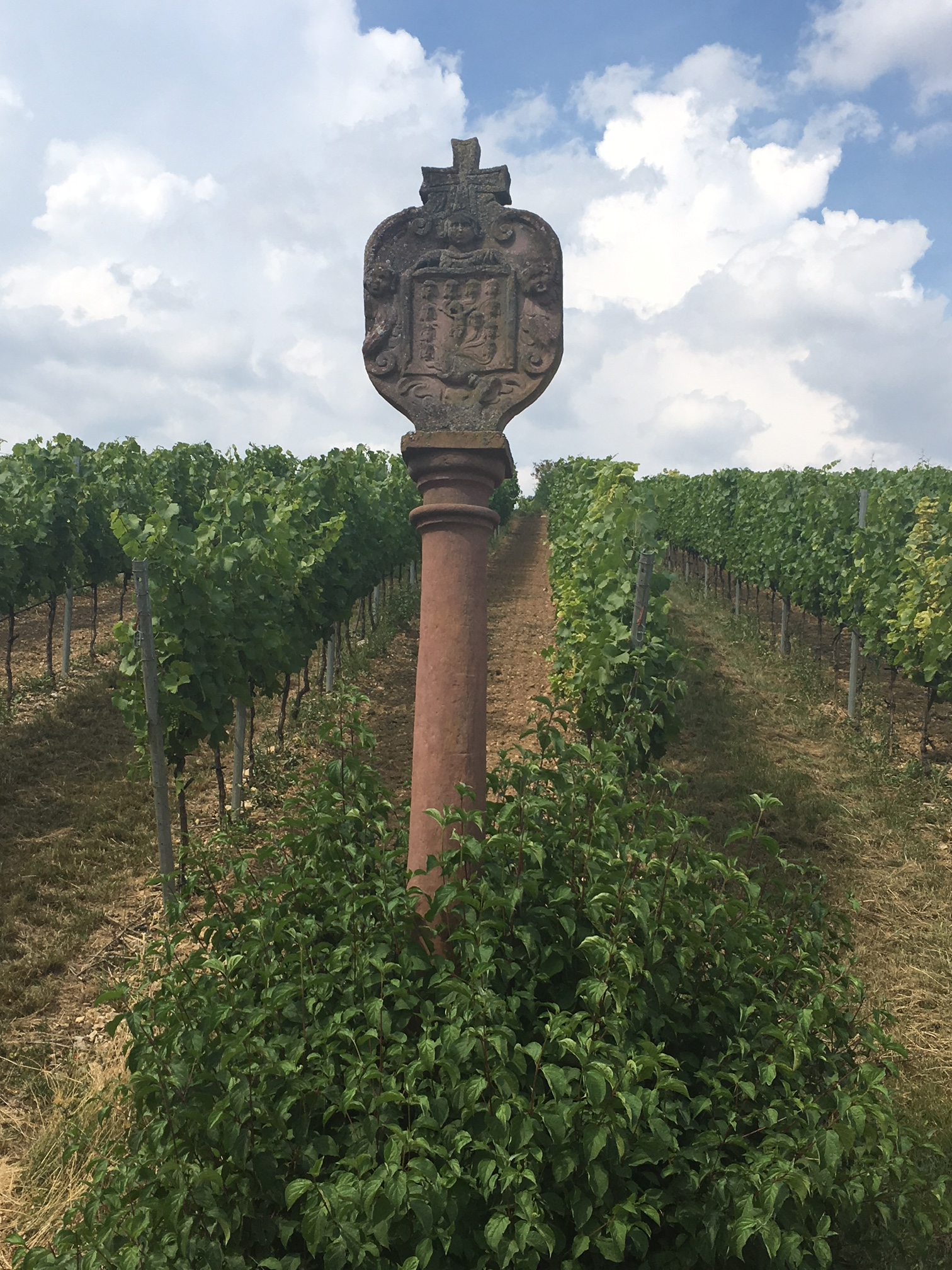
Beckstein: Walldürner Blutbild